# Takeshi Okada
Takeshi Okada - em japonês:  岡田 武史, transl. Okada Takeshi (Osaka, 25 de agosto de 1956) é um ex-futebolista e treinador de futebol japonês.

## Carreira de jogador
Na época de jogador, Okada era defensor e jogou em apenas uma equipe, o Furukawa Electric (atual JEF United Ichihara Chiba), atuando em 189 partidas e marcando 9 gols entre 1980 e 1990, ano em que se aposentou dos gramados. Na época, o futebol nipônico ainda era amador.
Na Seleção Japonesa, Okada participou de 24 jogos entre 1980 e 1985, tendo marcado um gol.

## Carreira como treinador
Em 1997, Okada, que permaneceu 6 anos longe do futebol, foi contratado para ser o novo treinador do Japão. A intenção era classificar os Samurais para a Copa de 1998 (o Japão perdera no último minuto de jogo a classificação para o Mundial dos EUA, em 1993, contra o Iraque), substituindo Shu Kamo, que treinou a seleção durante 3 anos.
A classificação veio com facilidade - apesar da ameaça de uma nova perda de vaga, desta vez contra a modesta Seleção de Omã. Com exceção desta partida, as demais seleções foram derrotadas sem sustos pelos japoneses, com direito a um duplo 10 a 0 sobre a minúscula Seleção Macaense de Futebol. O destaque foi Kazuyoshi Miura, autor de onze gols.
Mesmo tendo sido importante para a classificação, Kazu foi inexplicavelmente cortado por Okada, causando revolta entre os torcedores japoneses. Com um time fraco, o Japão caiu na primeira fase, e Okada saiu do cargo logo após a competição, dando lugar ao francês Philippe Troussier.
Em clubes, trabalhou no Consadole Sapporo (1999-01) e no Yokohama F. Marinos (2003-06), sendo que nesta equipe, foi eleito por 2 vezes consecutivas o melhor técnico da J. League. Voltaria ao comando da Seleção Japonesa em dezembro de 2007, substituindo o bósnio Ivica Osim, afastado por problemas de saúde, permanecendo no cargo até 2010.
A última equipe treinada por Okada foi o Zhejiang Lücheng, tendo permanecido entre 2011 e 2013 no clube chinês.